# Holthuizen (Arnhem)
Holthuizen is een naoorlogse buurt in de wijk Vredenburg/Kronenburg in het zuiden van de Nederlandse stad Arnhem. Ze ligt tussen de wijken Vredenburg en Het Duifje. In het noordoostelijke deel van Holthuizen ligt het Immerloopark met de Immerlooplas. De Huissensedijk vormt de zuidelijke grens van de wijk met daarachter de plaats Huissen en de Arnhemse wijk Rijkerswoerd.
In de wijk Holthuizen staan 366 koopwoningen en zijn 7 standplaatsen voor woonwagens. Het aantal inwoners bedraagt 825 (2017).

## Geschiedenis
Holthuysen wordt in 1392 voor het eerst beschreven, Arnd van Holthusen was toen met het goed beleend. 
Holthuys verwijst naar een woning in een boomrijke omgeving. Later kwamen er twee boerderijen aan de Huissense kant van de Huissensedijk. Groot Holthuizen bestaat nog en vormt de kern van het na 2015 herstelde 'Landgoed Groot Holthuysen'. Boerderij Klein Holthuizen moest wijken voor de bouw van de wijk Zilverkamp.

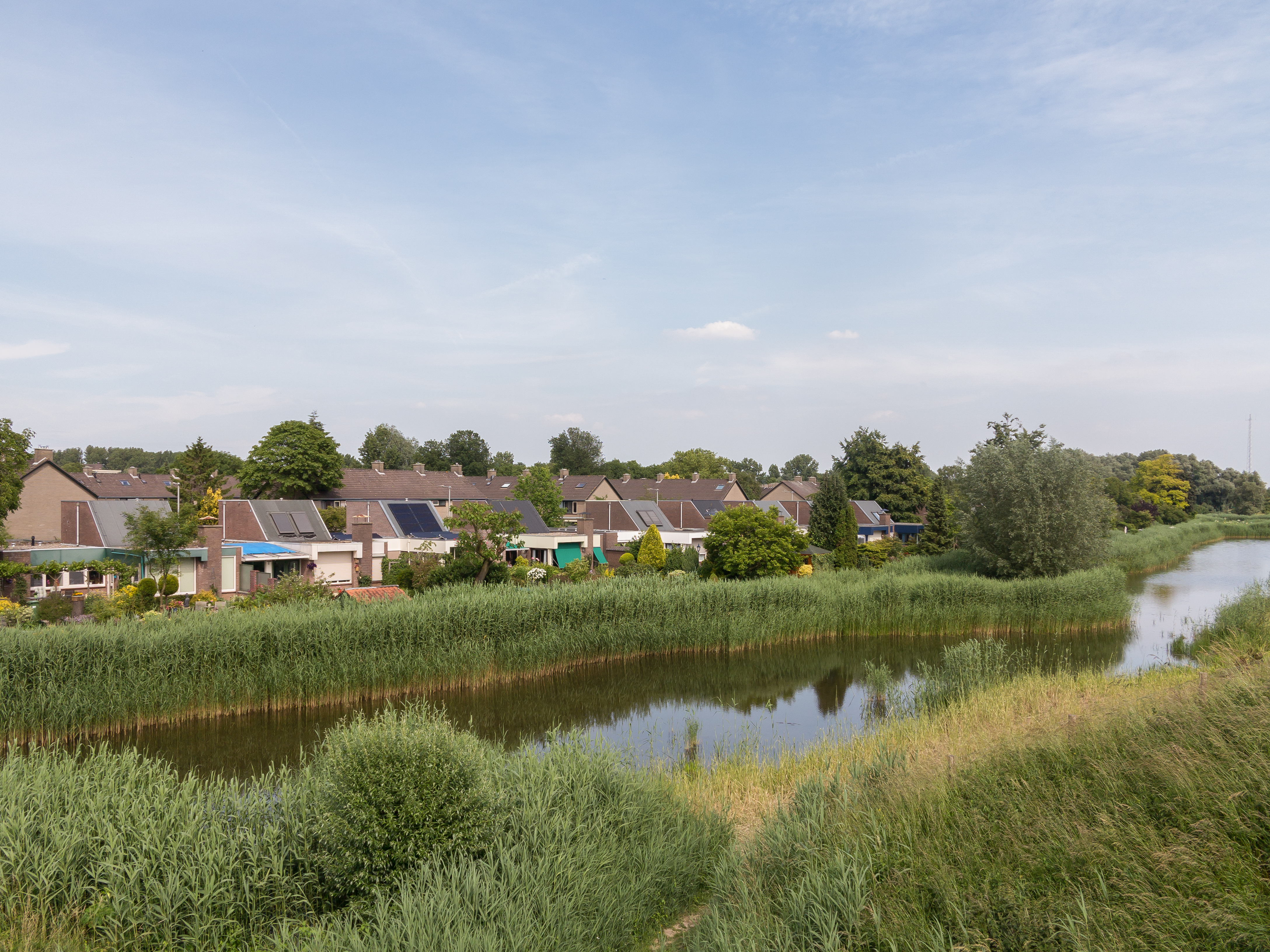
Zicht op de wijk vanaf de Huissensedijk
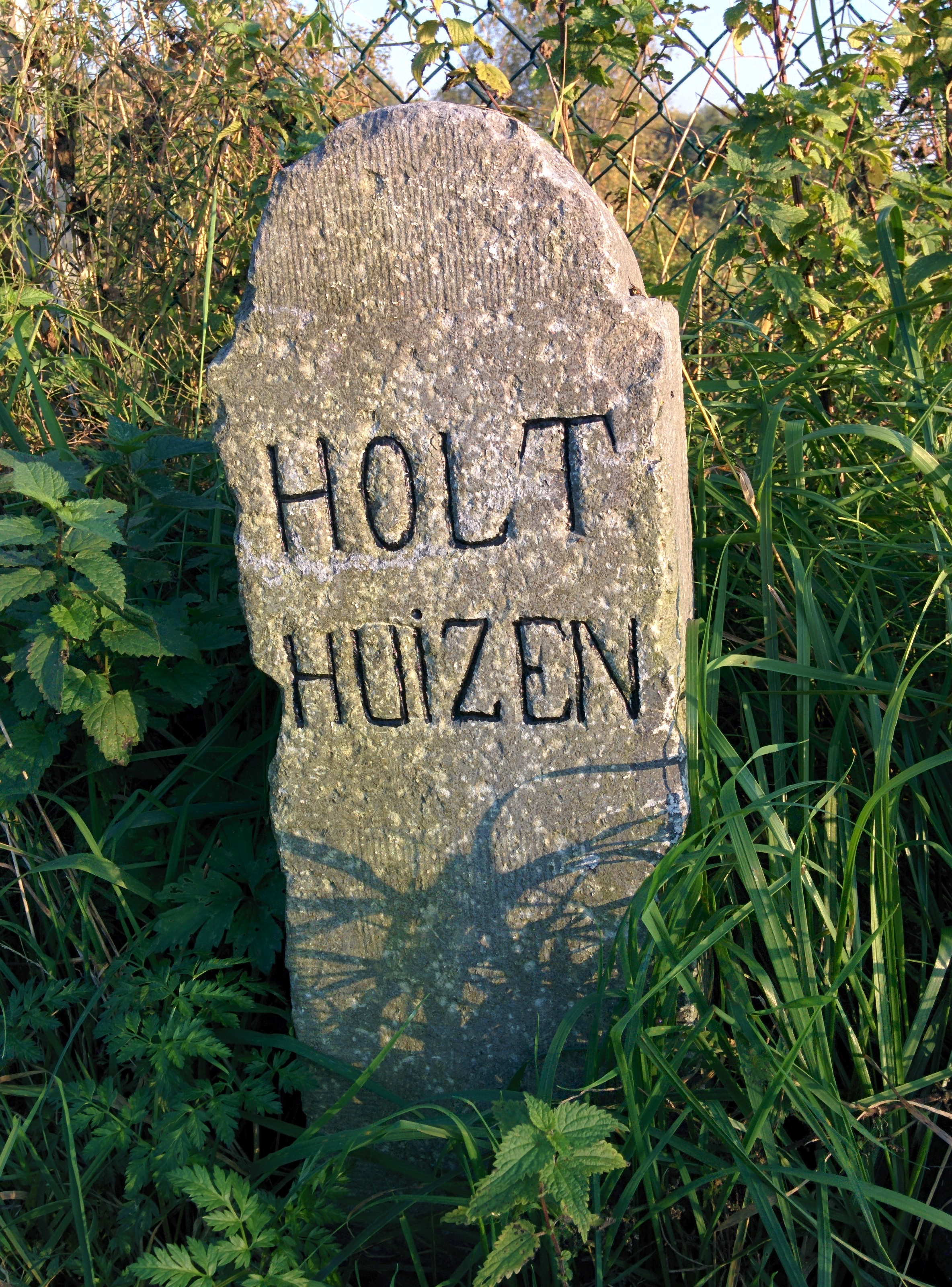
Oude grenspaal aan de Huissensedijk te Arnhem

## Opzet
Holthuizen bestaat uit rijtjeswoningen, vrijstaande woningen en schakelbungalows. De gehele wijk is 30-kilometer gebied en gemotoriseerd verkeer kan slechts via één toegangsweg de wijk in- en uitrijden. De woningen zijn bereikbaar via enkele wegen die in een lusvorm liggen om de snelheid te matigen. De straten hebben aan één kant een trottoir. Auto's worden op eigen grond geparkeerd en blijven hierdoor uit zicht.
De aanleg van een weg die vanaf de Pleijweg naar de wijk zou lopen en waarvoor het zandlichaam al was opgespoten ging niet door. Een gedeelte van dit gebied is inmiddels voor woningbouw gebruikt. Het betreft de woningen en de standplaats voor woonwagens aan de Smallingerlandweg, en de laatste uitbreiding van de Eernewoudeweg.

## Bewonersvereniging
De wijk is in het bezit van een bewonersvereniging, de Vereniging van Huiseigenaren Holthuizen (VVHH), opgericht op 15 juli 1975. De vereniging is voortgekomen uit de zogenaamde Complex-commissie Holthuizen, die werd opgericht in 1973 bij de bouw van de eerste woningen door het Bouwfonds. De vereniging telt nu ongeveer 240 leden.
De vereniging heeft ten doel om de belangen van haar leden te behartigen, voor zover dit verband houdt met het onderhoud van de woningen en het verbeteren van de woonomstandigheden. Activiteiten zijn onder andere gemeenschappelijk onderhoud van schilderwerk, gasapparatuur en schoorstenen, bemiddelen bij aankoop van bouwmateriaal en het geven van advies met betrekking tot de WOZ-waarde van de woningen. Ook neemt de vereniging deel aan het Wijkplatform Arnhem Zuid Midden.